# Parco Sempione (Torino)
Il Parco Sempione è un parco pubblico della Città di Torino, posto a cavallo fra i quartieri di Borgo Vittoria (lato ovest), Barriera di Milano (lato sud-est) e Rebaudengo (lato nord-est).
Si tratta del ventiseiesimo parco più grande della città, con una superficie di 88.210 m².

## Destinazione d'uso
Sino ai primi anni duemila il Parco Sempione era suddiviso in due grandi aree, separate allora dal passante ferroviario di Torino:
- l'area est, parte integrante dei quartieri Rebaudengo e Barriera di Milano, compresa grosso modo fra il passante ferroviario, corso Grosseto, via Luigi Boccherini, via Arturo Toscanini, via Francesco Cigna e il comprensorio dell'azienda Gondrand
- l'area ovest, parte integrante di Borgata Vittoria, racchiusa indicativamente fra corso Grosseto, via Sospello, via Ala di Stura, via Fossata e il passante ferroviario

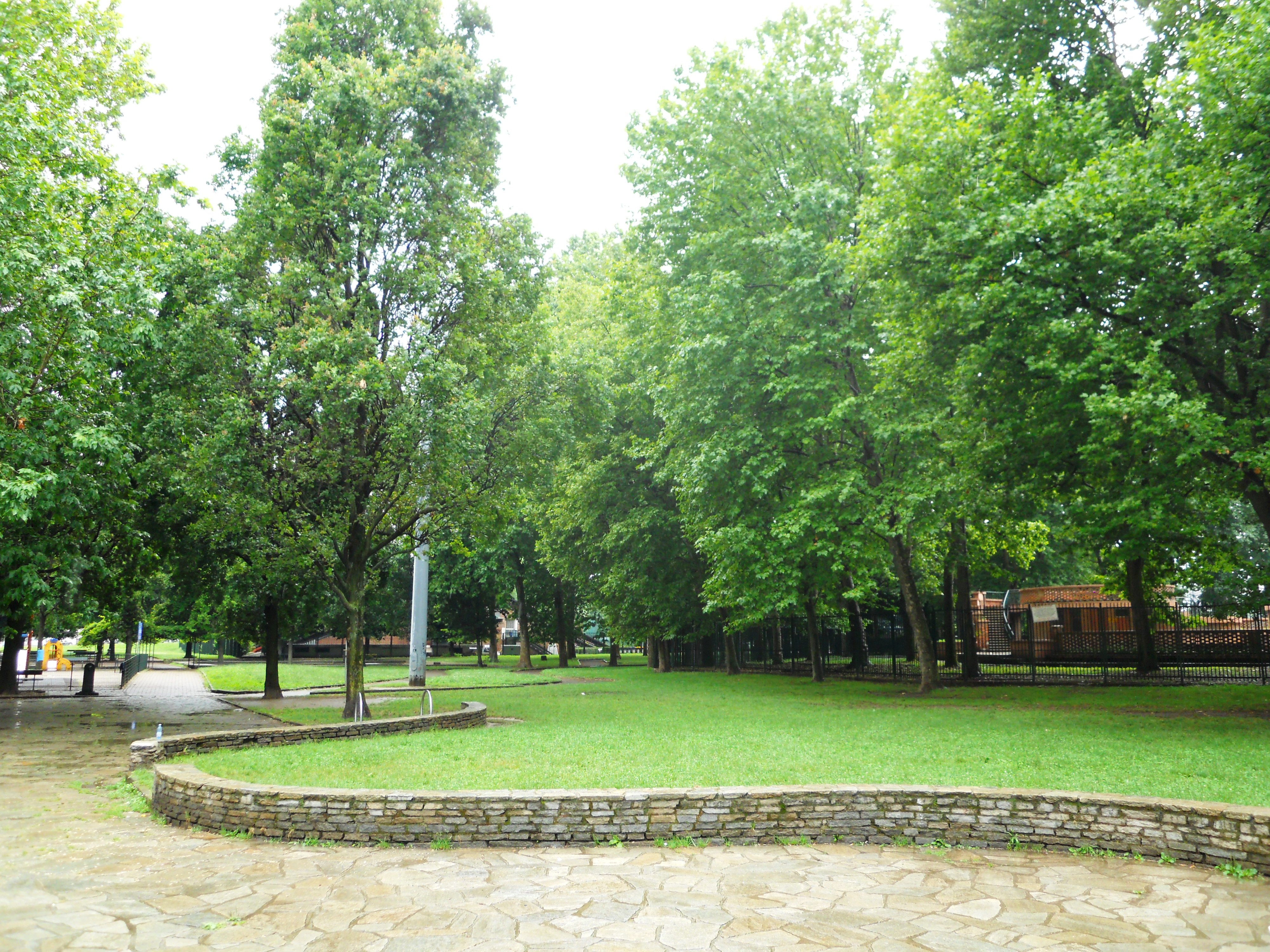
Il parco in prossimità della piscina Sempione

Fra il 2005 e il 2006 il progetto di interramento del passante ha avuto un forte impatto sull'area del parco, principalmente nella zona ovest (dal lato di Borgata Vittoria).
Questa zona, di fatto, è stata invasa dai cantieri per la rimozione dei binari in superficie e per la costruzione della stazione di Torino Rebaudengo Fossata, il nuovo scalo ferroviario posto nell'ambito della Spina 4.
In tal modo, l'area ovest del parco è stata fortemente rimaneggiata nella sua integrità, riducendo di gran lunga gli spazi verdi a disposizione del pubblico. D'altro canto, il lato est risulta invece integro nelle sue dimensioni e gran parte del territorio ospita oggi alcune strutture sportive, fra le quali una piscina comunale dotata di due ampie vasche, una al coperto e l'altra allo scoperto, gestita dalla storica società di nuoto Rari Nantes Torino.

## Storia e futuro del parco
In passato, fra gli anni settanta e ottanta, il Parco Sempione fu più volte sede dei Punti Verdi, una rassegna estiva di spettacoli musicali e teatrali organizzata in diversi parchi della città, su iniziativa dell'Assessorato alla Cultura di Palazzo Civico.
Ai giorni nostri, invece, i lavori di copertura del passante sono destinati a modificare il futuro del parco e delle zone circostanti, in quanto l'intera area occupa un tassello importante nel progetto della Spina Centrale.
Si tratterà, infatti, della futura “Porta Nord di Torino”, posta sull'asse del costruendo viale della Spina e collegata direttamente al raccordo autostradale Torino-Caselle, all'altezza di corso Grosseto.
 Non casuale, tra l'altro, è stata la scelta di costruire qui la stazione Rebaudengo e di programmare il futuro capolinea della Linea 2 della metropolitana di Torino.

## Galleria d'immagini

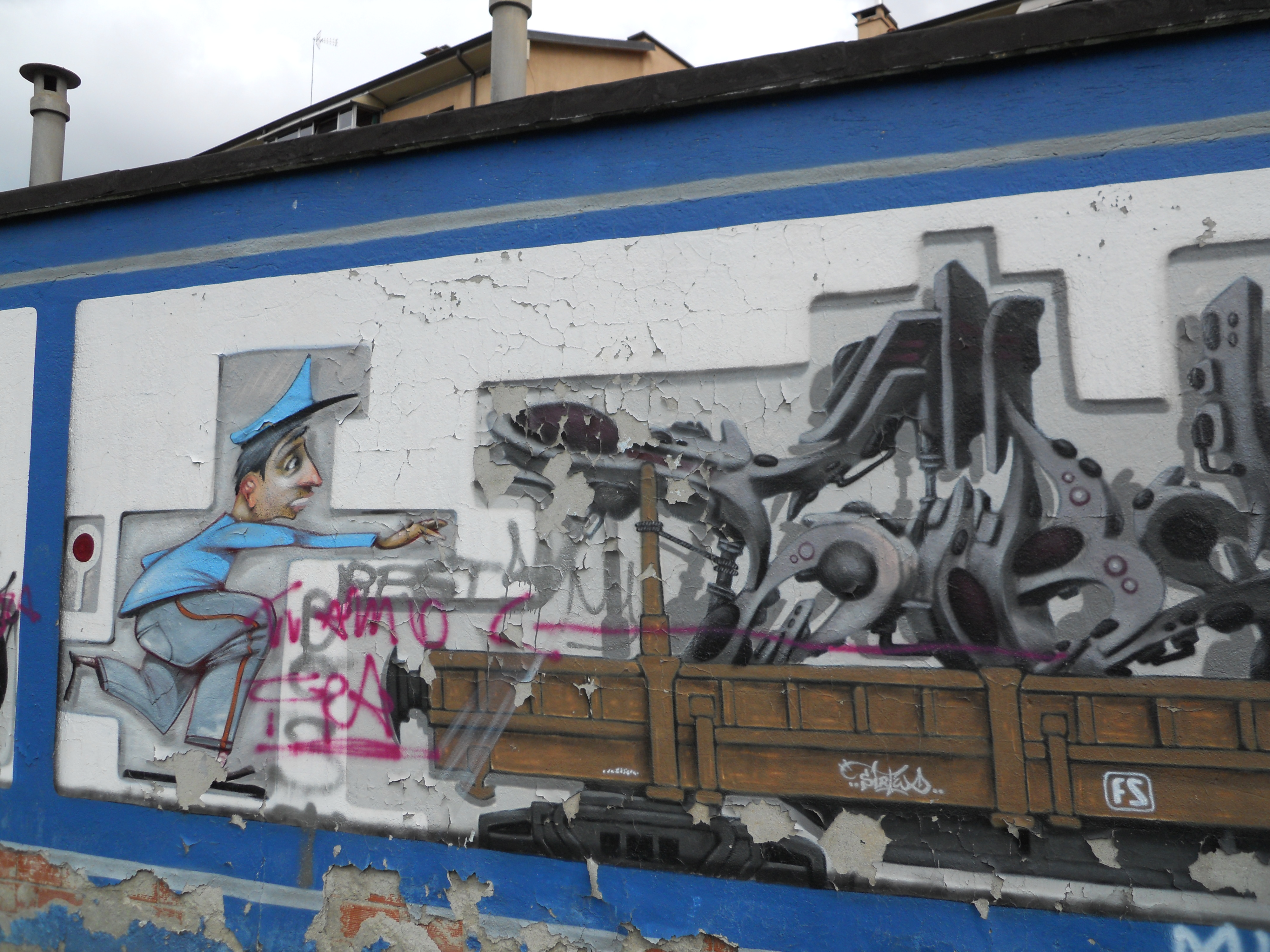
Murale nei pressi del lato nord-est del Parco Sempione (zona Rebaudengo)
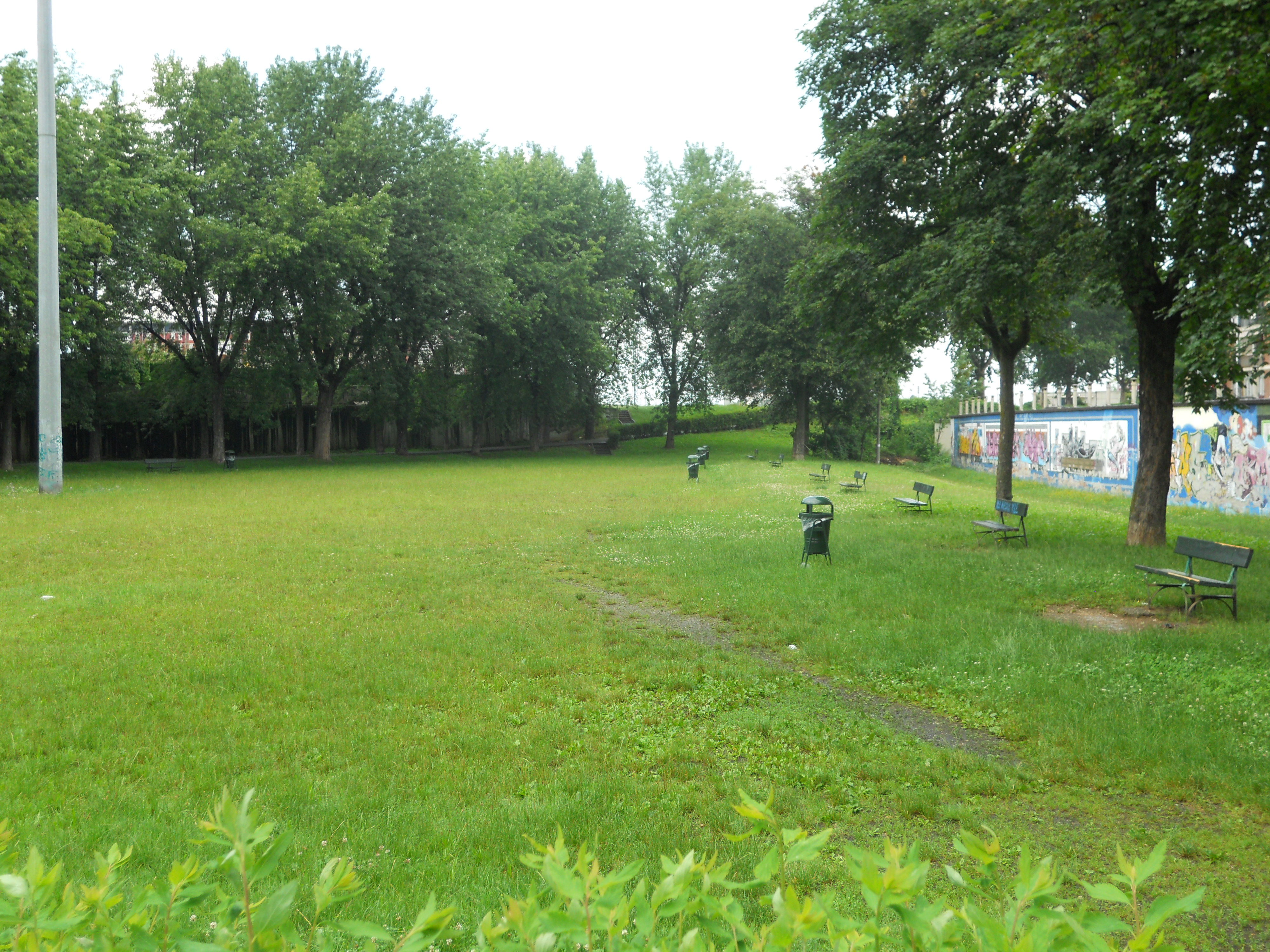
Il parco Sempione verso corso Grosseto
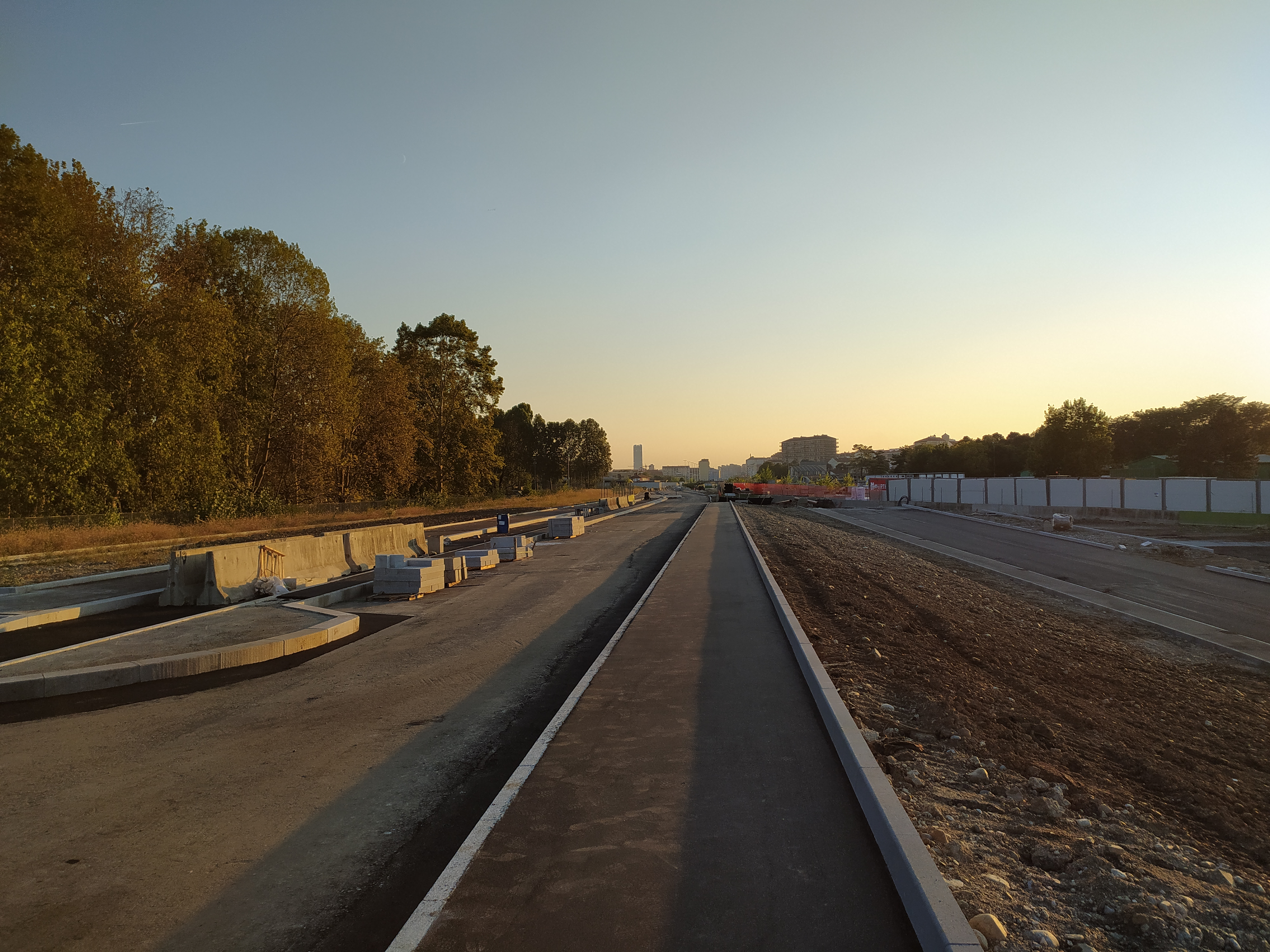
Nuovo Corso Venezia in costruzione (settembre 2021)